# 14994 Уппенкамп
14994 Уппенкамп (14994 Uppenkamp) — астероїд головного поясу, відкритий 28 жовтня 1997 року.
Тіссеранів параметр щодо Юпітера — 3,126.